# 나가사키정 (도쿄부)
나가사키정(長崎町)은 도쿄부 기타토시마군에 일찍이 존재했던 정이며, 1926년에 정으로 승격해 탄생했다. 현재의 도쿄도 도시마구 서부에 해당한다.

## 역사
- 1889년 5월 1일 - 시정촌제 시행에 의해 나가사키촌이 성립하였다.
- 1926년 6월 30일 - 정으로 승격해 나가사키정이 되었다.
- 1932년 10월 1일 - 기타토시마군 전체가 도쿄시에 편입되어 도시마구가 되었다.

## 교통

### 철도
- 무사시노 철도 →세이부 철도 이케부쿠로선

## 참고문헌
이 섹션에는 참고 문헌 및 외부 링크 목록이 포함되어 있지만 각주 참조가 불충분하여 정보 출처가 여전히 불분명합니다. 적절한 위치에 각주를 추가하여 기사의 신뢰성을 높이는 데 협조해 주시기 바랍니다.
- 北豊島郡農会編 『北豊島郡誌』、1918年（大正7年）11月10日発行、1979年（昭和54年）9月25日復刻版発行
- 東京市臨時市域擴張部 『北豊島郡長崎町現状調査』 1931年
- 板橋区史編さん調査会編 『板橋区史 通史編 下巻』、1999年（平成11年）11月30日発行